# 運転手

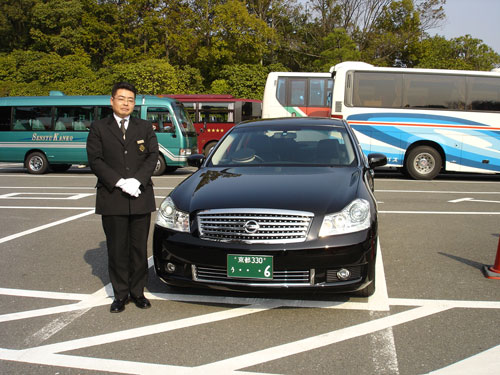
職業運転手の一例
京都市内のハイヤー

運転手（うんてんしゅ、英: driver）とは、大まかに自動車やトラックなどを運転する人のこと。
もっぱら、運転を職業とする人を言うことが多い。なお、日本の道路交通法上は「運転者」を「車両等の運転をする者」と定義し、これは運転を職業としない者も含め全ての運転する者が当てはまる。
レーシングドライバーは職業であるが、「運転手」と呼ぶことは少なく、カタカナ語のドライバーと呼ばれることが多い。
バス等を運転する者は運転士と呼ぶことが多い。馬などの使役動物を御して馬車を走らせる者は御者、使役動物に乗り馬車を操縦する者はポスティリオンと呼ぶ。

## 日本における運転手
運転をする人はドライバーとも呼ばれ、旅客輸送を職業とするプロフェッショナルはプロドライバーとも呼ばれる。自家用の貨物自動車や乗用車、自家用バスを運転する者も運転手と呼ばれる。
これに対し、基本的に（自動車運転免許以外の）資格が必要な鉄道や軌道の電車・汽車、船舶や航空機、または機械を運転する職業は機関士や運転士、操縦士と呼ぶ慣習がある。鉄道や軌道では、機関士や運転士と呼ばれる（動力車操縦者を参照）。一部の鉄道・軌道業者では運転手を社内呼称として用いる業者もある。
クレーンなどの操縦者は、運転士あるいはオペレーターと呼ばれる。
旅客輸送に従事するかつての職業には、人力車の「車夫」や、駕籠をかつぐ「駕籠かき」などもあったが、現在では観光向けのものがほとんどである。

### バス運転手

#### 営業用バス
営業用バスの場合、バス運転士と呼ばれ、区別されることが多い。詳細は運転士を参照のこと。

#### 自家用バス
主に企業・学校・幼稚園・宿泊・レジャーの各施設やレストラン・官公庁などが所有する法人自家用のバスであり、運転手はそれらの団体に属する者または専門の会社より派遣される。
また、福祉有償運送ほか自家用有償旅客運送（道路運送法第78条）により自家用バス（または自家用普通自動車や自家用セダン等自動車）を運転する場合もある。

### タクシー運転手
勤務パターンの自由度が高く、シニアにも人気がある。
一方で、長時間労働と低賃金での職種であり、社会的地位は高くない。しばしば前時代的なイメージから差別を受けることがある。1977年（昭和52年）、当時売れっ子芸人であった横山やすしが、タクシー運転手を「駕籠かき雲助」呼ばわりして訴訟沙汰となり、10万円の慰謝料支払いを命じらたことがあった。こうした傾向は21世紀になっても続き、時には制限速度や赤信号を無視する指示、暴力を振るう客を相手にしなければならないなど、カスタマーハラスメントに脅かされる立場にある。

### トラックの運転手
トラック運転手は、乗務する車ごとに積載量で25t超・10t・8t・4t・3t半・2tなどの貨物自動車を運転する。大手運送会社では、入社時に過去数年間の運転記録証明（自動車安全運転センターで取得出来る）などを提出されるよう求められることがある。
積荷に応じ、危険物取扱者・高圧ガス移動監視者・毒物劇物取扱責任者などの国家資格が必要となる。

### トレーラーの運転手
サファリパークや遊園地などのランドトレイン（列車状の遊具）もフルトレーラーである。空港内ではプッシュバックが該当する。
牽引車両のブレーキホース、電装系の切り離し作業は運転手が主に行い、輸送コンテナなどの荷役作業は主に到着先の会社の社員が行う場合もある。

### 必要な運転免許
これらの職業運転手のために必要な運転免許については、「日本の運転免許」を参照のこと。

## 欧州における運転手

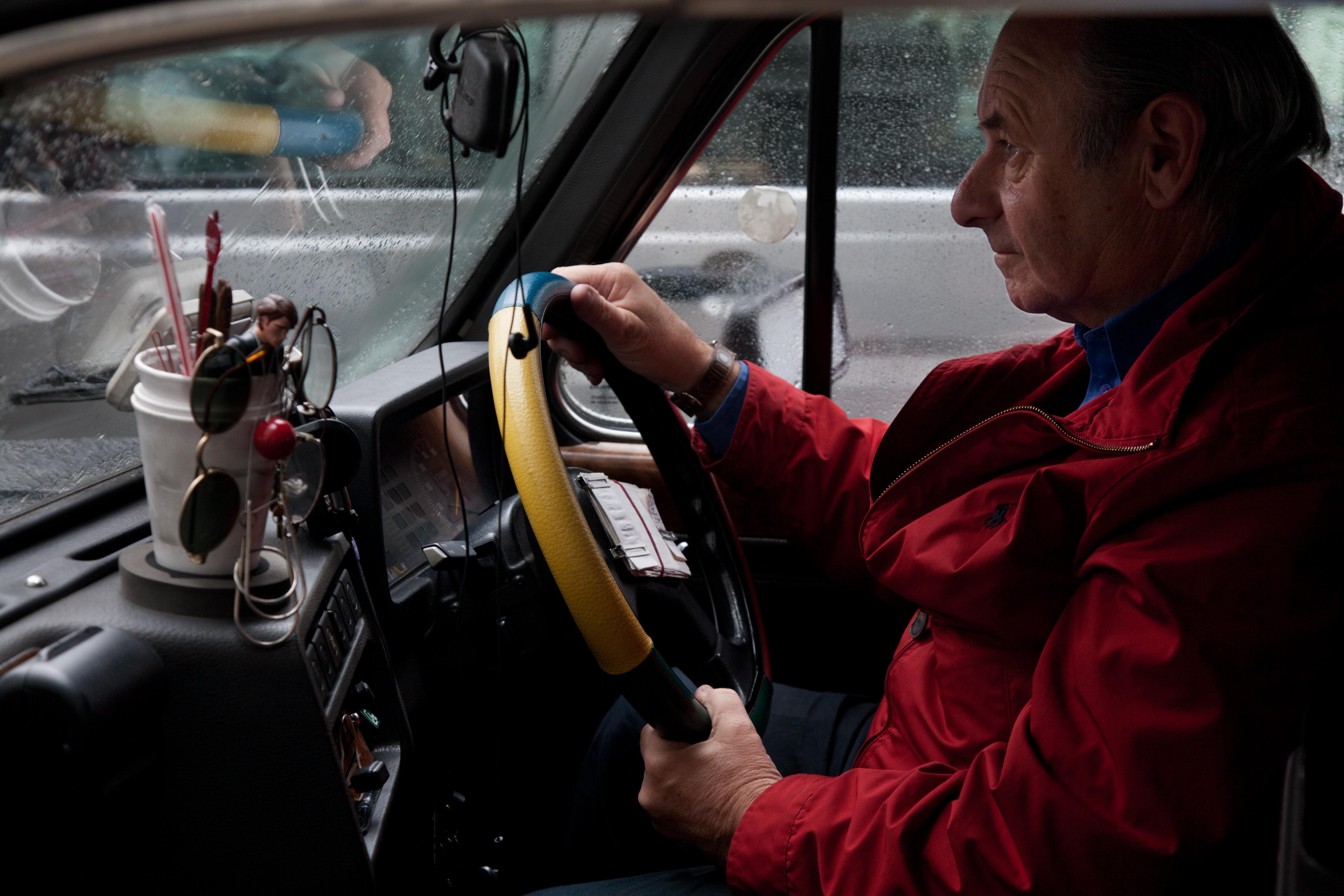
ロンドンのタクシー運転手

### トラック運転手
貨物自動車の運転免許についてEU指令では、車両総重量3.5t未満の自動車に係る運転免許をB免許（普通免許に相当）、車両総重量3.5t以上7.5t未満の貨物自動車に係る運転免許をC1免許（準中型免許に相当）として区分しており、C1免許は基本的に18歳になれば取得できる。さらにEU指令では車両総重量7.5t以上の貨物自動車に係る運転免許をC免許とし21歳になれば取得できるとしている（アイルランドやオランダなどではEU指令とは異なり18歳でC免許を取得できる）。
C1免許はB免許取得後に取得手続を開始できる。C免許とは別にC1免許を設けて18歳で取得できることとしている理由は、若年での大型車の運転の危険性を踏まえつつ、若年労働者の確保などの社会的必要性に配慮するためである。
EUでは貨物運送事業等を主たる業務として運送を行うためには一定の講習や試験を受けることが義務付けられており、免許も5年ごとの更新制で健康診断の受診や35時間以上の講習が義務付けられている。

## 米国における運転手

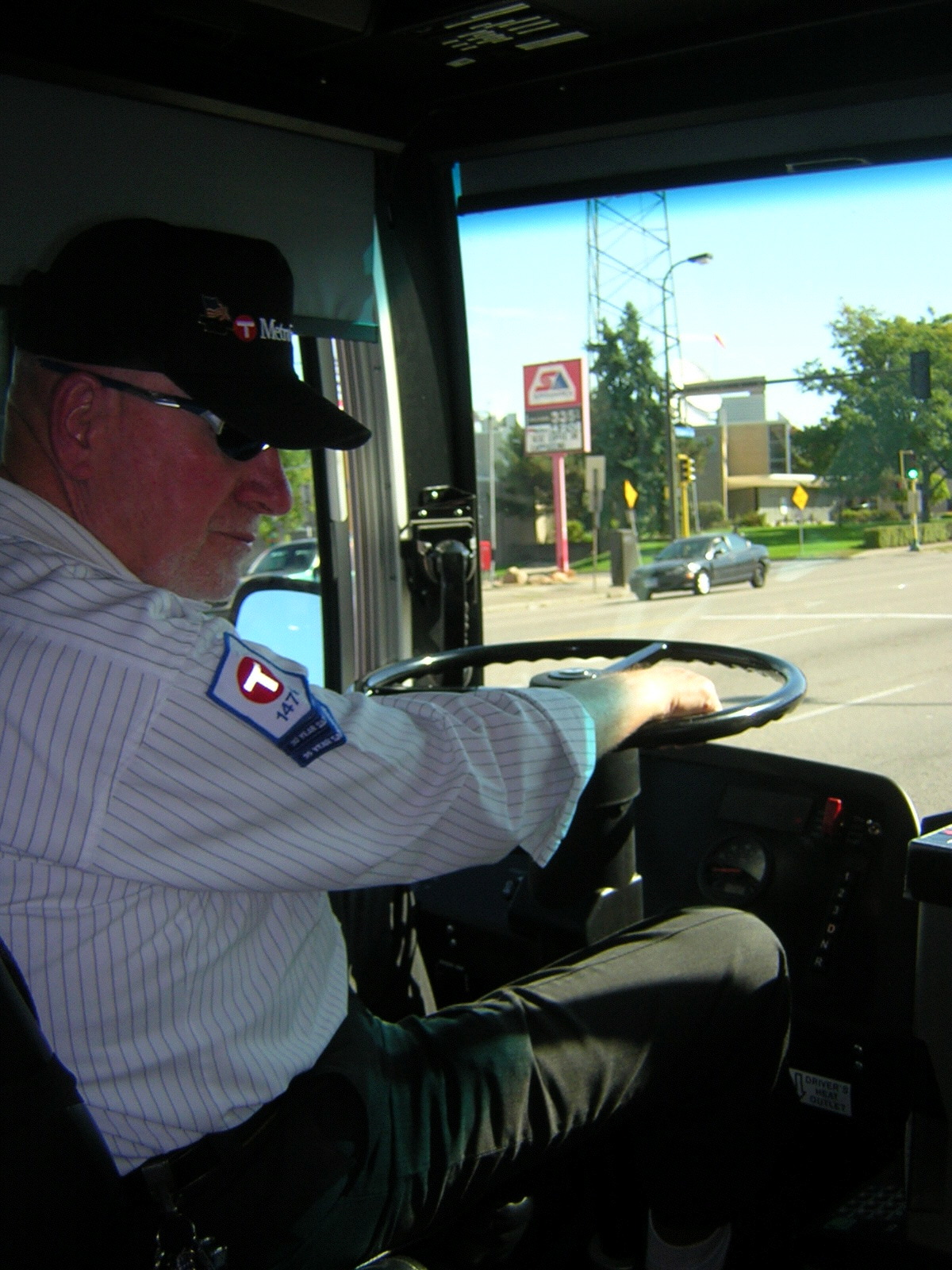
米国、ミネソタ、ミネアポリス付近のバス運転手

### トラック運転手
アメリカ合衆国では州ごとに運転免許制度が異なる。多くは車両総重量11.7t（2万6,000ポンド）以上が大型に区分されるが、大型を中心とする商用自動車については年齢等の諸規制が設けられている。

## お抱え運転手
近世、近代には家事使用人として、お抱え運転手（英語: Chauffeur、ショーファー）という職業があった。主人のための馬車や自動車の運転者として屋敷に住み込んでいる者である。運転をしない時は、車の整備や洗車・ワックスがけ、馬の世話などをする一種の専門職である。現在でも、リムジンの呼称の一種である「ショーファードリブン（カー）」に名を残す。またショーファーは車内という極めて限られた空間において主人の私的事項を知り得た。
現代では、大使館や大企業で専門の要員を確保し、重役に専用車を与えている場合はこれに近いが、運転手が住み込みの個人的な使用人でない、あくまで企業の従業員である点が異なる。二種免許は不要である。社によってはタクシー会社や車両管理会社と契約しハイヤーで送迎を行なっている例もある。御料車や皇族が公務使用する自動車の運転手は国家公務員たる宮内庁技官、内閣総理大臣専用車の運転手も国家公務員たる「内閣技官」である。
ホテル正面、都心部繁華街の路上、巨大地下駐車場や車寄せなどで見かける黒塗りの白ナンバーセダンは、お抱え運転手により運行されている車両である場合が多い。

### アメリカにおけるショーファー
米国ではChauffeurをDriverと区別して『単に運転だけをする者ではない（顧客や雇い主の世話をする者）』と認識される。
つまり、バスやタクシーの運転手はDriverと呼ばれ、お抱え運転手（Private Chauffeur）に限らず、リムジン（ストレッチリムジンに限らず）の運転手などはChauffeurと呼ばれる。
タクシーの運転手はショーファーではないが、日本の地方都市でタクシーを借り切って観光などをする場合の運転手はショーファーに近い業務内容をこなしている。
アメリカでタクシーを借り切って観光をしても運転手はショーファーとはほど遠い。
米国では1都市に各種のリムジン会社が存在し多様な車種を揃えているので、必要な時に必要なタイプの車を手配する方がはるかに経済的である為、Private Chauffeur（専従のお抱え運転手）を雇い入れている個人雇用主の多くは、運転手にボディーガードを兼務させる（逆の意味ではボディガードに『運転もさせる』）意図が強いので、都市によってはPrivate Chauffeurは“ボディー”（警護対象者）を守るための拳銃を携帯している確率が高い。
アメリカでは日本のようにナンバープレートで営業用・自家用の区別が付けられない（公用と民間の区別のみがある）為、前後のバンパーに業務用ステッカーが貼ってあるかどうかで、Private（自家用）・Commercial（営業用）の区別をする。

### サウジアラビアの運転手
サウジアラビアでは、宗教由来の法律で女性が自動車を運転することを禁止しており、多くの家庭で運転手を雇用してきた。政府の統計によれば運転手は約140万人に及び、その多くは南アジアなどから来た出稼ぎ労働者であった。なお2018年、サウジアラビアにおける女性の人権が見直される中で、女性の自動車運転も認められることとなったため、将来的に職業的な運転手の数は減少する見込みである。

## その他
- 台湾で話される台湾語にはウンチャン（白話字:ùn-chiàng）という語彙があり、「運将」、「運匠」等と表記される。語源は日本統治時代の台製和語「運ちゃん」（運転手の愛称）であるという説が有力である。日本語と異なり、侮蔑の意は無くかつ差別用語などにも指定されておらず、ニュース報道等でも一般的に使用される。